# Biblioteca europea di informazione e cultura
La Biblioteca europea di informazione e cultura - più conosciuta come Biblioteca europea di Milano, o BEIC - è una biblioteca digitale multimediale.

## Storia
Il progetto per la realizzazione di una nuova grande biblioteca moderna per la città di Milano - sul modello di quelle istituite sul finire del '900 a Parigi, Monaco di Baviera, San Francisco e altrove - nasce alla fine degli anni 1990 per iniziativa dell'associazione "Milano Biblioteca del 2000". Con lo stanziamento di Fondazione Cariplo e altre istituzioni, viene redatto lo studio di fattibilità relativo alla configurazione architettonica e a quella biblioteconomica.
Nel 1999 il progetto rientra nell'ambito di un accordo di programma tra il Ministero per i beni e le attività culturali, il Comune di Milano, la Regione Lombardia, l'Università degli Studi e il Politecnico di Milano. Il progetto prevede la creazione di «una grande biblioteca pubblica, capace di soddisfare i bisogni di informazione, divulgazione e cultura interdisciplinare di un'area metropolitana di oltre 7 milioni di cittadini, e che si proponga anche come luogo d'incontro e di socializzazione».
La Fondazione BEIC - partecipata dal Ministero per i beni culturali, dal Ministero dell'istruzione, dell'università e della ricerca, dal Comune di Milano, dalla Regione Lombardia, dall'Università e dal Politecnico - ha preso avvio nel 2004 con la messa punto del progetto architettonico e dando vita a una nuova grande biblioteca digitale. La Fondazione è stata presieduta da Antonio Padoa-Schioppa, promotore del Progetto BEIC, dal 2003 al 2017; dal marzo 2017 è presieduta da Francesco Paolo Tronca, già prefetto di Milano e commissario straordinario del Comune di Roma, con vicepresidente il prof. Padoa-Schioppa.
Nel progetto la sede della nuova biblioteca è situata nell'area dell'ex stazione ferroviaria di Porta Vittoria, messa a disposizione dal Comune di Milano che la ha inserita nel proprio Piano regolatore (2001 e 2007). Il gruppo composto dallo studio Bolles+Wilson di Muenster (capogruppo), Alterstudio Partners di Milano e Degenhardt AHW di Muenster, vincitore del concorso internazionale di progettazione bandito dal Comune di Milano, ha predisposto il progetto architettonico definitivo e il progetto esecutivo validato dal Politecnico e approvato dal Consiglio dei lavori pubblici nel marzo 2009. La previsione di spesa per i lavori, gli arredi e gli oneri per la sicurezza ammontava a 152 milioni di euro. Le caratteristiche del piano architettonico e della biblioteca digitale della BEIC sono state descritte nel volume La Biblioteca Europea di Milano, edito da Skira nel 2014. In attesa dei finanziamenti richiesti al Ministero delle infrastrutture e dei trasporti, il progetto ha subito una battuta d'arresto. Nel 2012 si è formulata un'ipotesi alternativa, tale da poter eventualmente ridurre le superfici e conseguentemente i costi di costruzione.
Il 30 dicembre 2021 è stata sottoscritta una convenzione per regolare i rapporti tra Ministero della cultura, Comune di Milano e Fondazione BEIC in ordine all'attuazione dell'«intervento Biblioteca Europea di Informazione e Cultura - BEIC» all'interno del PNRR. Nel marzo 2022 è stato indetto un nuovo concorso, del quale a luglio è stato proclamato vincitore il progetto sviluppato in collaborazione da Onsitestudio e baukuh (architettura), Yellow Office (paesaggio) e SCE Project (strutture): il progetto prevede la costruzione e ultimazione della "Nuova BEIC" per il 2026.
La Fondazione Beic ha acquisito e catalogato la biblioteca e l'archivio di Giuseppe Pontiggia, nonché l'Archivio fotografico Paolo Monti, depositato presso il Civico archivio fotografico del Castello Sforzesco di Milano.

## Descrizione
La biblioteca digitale (BeicDL) è stata inaugurata il 30 novembre 2012 e comprende, a dicembre 2016, 32.232 documenti digitali, 90.756 registrazioni bibliografiche, 4.200 autori, 912 siti web.
Il patrimonio digitale accessibile è articolato in venti collezioni ed è consultabile dal catalogo in linea. Tra le collezioni figurano: incunaboli in lingua italiana, classici del diritto in manoscritti ed edizioni antiche, atti di Accademie, biblioteca idraulica, biblioteca musicale, classici della pittura. BeicDL comprende inoltre una serie di mostre virtuali e una sezione di progetti didattici online.
Le consultazioni di risorse di BeicDL sono circa 100.000 mensili (dati dicembre 2016).
La Biblioteca europea di informazione e cultura è membro del Consortium of European Research Libraries e di Europeana.

### Archivio per la produzione editoriale lombarda
A seguito della legge sul deposito legale n. 106 del 15 aprile 2004 e del successivo regolamento, la Regione Lombardia ha affidato la gestione dell'Archivio della produzione editoriale lombarda alla Fondazione BEIC, con il sostegno della Biblioteca nazionale braidense. Nel sito della Biblioteca BEIC un OPAC specifico consente la consultazione di tale archivio.